# Cueva de Yanamachay
La Cueva de Yanamachay es un yacimiento arqueológico situado en el Perú, en el valle del río Chacapata, 20 km al este del pueblo de Chacas, a pocos kilómetros de la Punta Olímpica, provincia de Asunción, departamento de Áncash). Fue ocupada durante el precerámico (época de los cazadores seminómadas).
Fue estudiada por primera vez para la ciencia por el arqueólogo Alexander Herrera. Contiene pinturas rupestres en buen estado de conservación cuya antigüedad se remonta al IX milenio a. C. (hacia 8000 a. C., período lítico-precerámico).

## Descripción
Yanamachay es una cueva cuya boca da al norte. Se aprovechó una formación geológica granítica para ocuparla y aunque actualmente luce semi enterrada por material rocoso de la ladera circundante, en su tiempo, pudo haber sido más profunda y alta. Su recinto es de unos 80 m² de extensión y 5 m de profundidad. Se halla a aproximadamente 20 metros sobre el nivel del río Ichic Tiog, a una altitud de 4000 m s. n. m., en la ladera oriental de la Cordillera Blanca.
Su ocupación inició en una época en que el clima de la zona era 3 o 4 grados mayor que las actuales, durante el Máximo del Holoceno, sus ocupantes se dedicaron a la caza de auquénidos.